# Jorge Juan (JJ)
El Destructor Jorge Juan (JJ) era un destructor de la Armada Española perteneciente a la Clase Churruca que participó en la guerra civil en el bando republicano.
Recibió su nombre en honor a Jorge Juan y Santacilia, jefe de escuadra, nacido en Novelda en 1713 y fallecido en Madrid en 1773.

## Historial

### Guerra Civil
Se encontraba en construcción en Cartagena al empezar la Guerra Civil. El Jorge Juan escoltó convoyes en el Mediterráneo y participó en el combate frente al cabo Cherchell.
El 5 de marzo de 1939, tras la sublevación en la ciudad, partió de Cartagena junto con el grueso de la escuadra republicana con rumbo a Bizerta (Túnez), a donde llegó el 11 de marzo.
Al día siguiente se solicitó el asilo político por parte de los tripulantes, y quedaron internados los buques bajo la custodia de unos pocos tripulantes españoles por buque. El resto de la dotación fue conducida a un campo de concentración en la localidad de Meheri Zabbens.
El 31 de marzo de 1939 llegó a Bizerta, a bordo de los transportes Mallorca y Marqués de Comillas, el personal que debería hacerse cargo de los buques internados.

### Tras la Guerra Civil
El 2 de abril, tan sólo 24 horas después de darse oficialmente por concluida la contienda civil, los buques que lucharon por la República, se hacen a la mar con rumbo hacia el puerto de Cádiz, donde llegan a últimas horas del día 5.

### Buques de la clase
- ARA Cervantes
- ARA Juan de Garay
- Sánchez Barcáiztegui
- José Luis Díez
- Almirante Ferrándiz
- Lepanto
- Churruca
- Alcalá Galiano
- Almirante Valdés
- Almirante Antequera
- Almirante Miranda
- Císcar
- Escaño
- Gravina
- Ulloa

### Buques similares
- Clase Scott

### Listas relacionadas
- Anexo:Destructores de España